# Panicum macrospermum
Panicum macrospermum är en gräsart som först beskrevs av S.Gould, och fick sitt nu gällande namn av Mario Adolfo Espejo Serna och López-ferr. Panicum macrospermum ingår i släktet vipphirser, och familjen gräs. Inga underarter finns listade i Catalogue of Life.